# ゴッサム・シティ・エンジェル
『ゴッサム・シティ・エンジェル』（英: Birds of Prey）は、アメリカで製作され、2002年から2003年に放送されたテレビドラマ。

DCコミックスから出版されたバットマンシリーズのスピンオフ作品、『Birds of Prey』を映像化した作品である。

近未来のゴッサム・シティ、ニュー・ゴッサムを舞台としている。

## 概要
原題の「Birds of Prey（バーズ・オブ・プレイ）」とは、DCコミックスのヒーロー達の女性サイドキックを中心に結成されたヒーローチームであり、猛禽類にちなんだ名前である。

## ストーリー
ニュー・ゴッサム、かつて怪人たちで賑わったその街は、一応の静けさを保っていたが、そんな中にも怪人は潜む。

しかし、かつての抑止力であったバットマンは、ある事件を境に引退し、姿を消してしまっていた…。

## キャラクター
ヘレナ・カイル
演 - アシュレイ・スコット、日本語吹替 - 朴璐美
表向きはダークホースバーのバーテン。7年前ジョーカーの雇った殺し屋によって目の前で母親を殺される。その後、後見人になったバーバラから両親がバットマンとキャットウーマンだったことを知らされる。現在はハントレスと名乗りオラクルの指示で夜のニュー・ゴッサムを守っている。母親譲りの猫の能力を持つメタヒューマン。
バーバラ・ゴードン
演 - ディナ・メイヤー、日本語吹替 - 日野由利加
表向きはニュー・ゴッサム高校の教師。元バットガール。7年前にジョーカーの襲撃を受け下半身不随になり以後車椅子生活を送っている。現在はオラクルと名乗りコンピューターネットワークを駆使してスーパーヒーローのサポートを行っている。
ダイナ
演 - レイチェル・スカーステン、日本語吹替 - 小林沙苗
千里眼や接触型テレパシー、念動力を使うメタヒューマンの少女。ブラックキャナリーの娘だったが預けられていた叔母と折り合いが悪く家出。正体を隠してバーバラの元へ転がり込む。現在はニューゴッサム高校へ通っている。
ジェシー・リース
演 - シェマー・ムーア
ニューゴッサム警察の刑事。正義感が強くメタヒューマンがらみの事件にも積極的に関わっていく。そのためハントレスと知り合い通信機を渡されるまで信用される。父親はニューゴッサムの裏社会を牛耳っていたホークだったため反動で正義の道を志すようになった。
アルフレッド・ペニーワース
演 - イアン・アバークロンビー
ウェイン家の執事。ブルース・ウェイン失踪後、バーバラの後見人として陰ながらサポートをしている。
クインゼル
演 - ミア・サラ
表向きは精神科医で警察に協力することもしばしば。しかし実はジョーカーの愛人で、投獄されているジョーカーに代わりニューゴッサムを恐怖と暴力で支配しようと企む。

## エピソードリスト
1. 集結
2. 液体人間スリック
3. メタヒューマン・キラー
4. 愛しのガイ
5. 母の罪
6. スリル
7. 二つの顔を持つ男
8. レディー・シバの復讐
9. 悪魔の素顔
10. グラディアトリックス
11. 恐怖の同窓会
12. 明かされた真実
13. 決戦の時